# لوون یکم، شاه ارمنستان
لئو یکم یا لوون یا لون دوم (ارمنی: Լեւոն Ա Մեծագործ؛ زاده ۱۱۵۰ – درگذشته ۲ مهٔ ۱۲۱۹)، دهمین شاه ارمنی کیلیکیه یا ارباب کوهستان‌ها (از سال ۱۱۸۷ تا ۱۱۹۹) و اولین شاه ارمنی کیلیکیه (مشهور به لئو عالی یا لوون یکم) از سال ۱۱۹۹ تا ۱۲۱۹ میلادی بود. در دوران وی بود که کیلیکیه ارمنی به عنوان یک حکومت قدرتمند مسیحی شکل گرفت. لئو حکومت خود در طول جنگ صلیبی سوم در کنار شاهان صلیبی هدایت کرد و مواجب و تدارکات نیروهای صلیبی را تیز فراهم نمود. همچنین طی حکومت، قدرت کیلیکیه ارمنستان از ایساوریا تا کوه رشته‌کوه نور امتداد یافت.
وی در سال ۱۱۹۴–۱۱۹۵، زمانی که قصد داشت عنوان شاه را دریافت کند، اتحادی با کلیسای رم تشکیل داد تا قدرت وی در منطقه گسترش یابد و سرانجام در سال ۶ ژانویه ۱۱۹۸ یا ۱۱۹۹ در کلیسای جامع مقدس در طرسوس به عنوان شاه ارمنستان تاج‌گذاری کرد. قدرت وی در برقراری روابط دیپلماتیک با غرب و دول صلیبی و گسترش همکاری خود با آن‌ها سبب شد تا حمایت و دوستی آن‌ها جلب نماید. این‌چنین بسط قدرت لئو یکم سبب شد تا شاهزاده‌نشین انطاکیه به حکومت بپیوندند و دامنه نفوذ و قدرت وی در خطوط شمالی مدیترانه تقویت شود.
همزمان با بسط قدرت سیاسی ارمنستان در طی دوران زمامداری لئو یکم، تجارت و اقتصاد ارمنستان به شدت توسعه یافت؛ لئو با اعطای امتیازات تجاری به تجار ونیزی، جنوایی و پیزایی و معافیت مالیاتی خاص آن‌ها سبب شد تا منابع مالی فراوانی به ارمنستان وارد شود که این به نوبه خود سبب رشد درآمد حکومت و توسعه قدرت سیاسی ارمنستان شد.

## خانواده
# (۱) ۳ فوریه ۱۱۸۸ – ۴ فوریه ۱۱۸۹، جدا شدند در ۱۲۰۶: ایزابل، ملکه ارمنستان (? – فکه، ۱۲۰۷), دختر بردار سیبلا، همسر بوهمنود سوم انطاکیه
- ریتا (استفانیه) (بعد از ۱۱۹۵ – ژوئن، ۱۲۲۰)، همسر شاه جان برین

# (۲) ۲۸ ژانویه ۱۲۱۰ – ۲۷ ژانویه ۱۲۱۱: سیبلا (۱۱۹۹/۱۲۰۰ – بعد از ۱۲۲۵), دختر شاه ایمری قبرس و ایزابلا
- ملکه زابل (۲۷ ژانویه ۱۲۱۶ – ۲۵ ژانویه ۱۲۱۷ – کد، ۲۳ ژانویه ۱۲۵۲)

## دوران کودکی
لئو دوم پسر کوچکتر استفان، سومین پسر لئو اول، لرد ارمنی کیلیکیه بود.  مادر او ریتا، دختر سمبات، لرد باربارون بود.   پدر لئو، در مسیری که برای شرکت در یک مهمانی توسط فرماندار بیزانسی از کیلیکیه برگزار شده بود،  در روز ۷ فوریه سال ۱۱۶۵ به قتل رسید.  پس از مرگ پدرش، لئو و برادر بزرگترش، روپن با دایی خود پاگوران، لرد قلعه باربارون زندگی کردند.
عموی آنها مله اول، لرد ارمنی کیلیکیه به دلیل بی رحمی‌هایی که در کشور خود مرتکب شده بود دشمنان بسیاری داشت و این منجر به قتل او توسط سربازانش در شهر سیس در سال ۱۱۷۵ شد.  پیروان سلطنتی ارمنی کیلیکیه برادر لئو، روپن سوم را برای تسلط بر ولایت سلطنتی انتخاب کردند.  در سال ۱۱۸۳، هتوم سوم از لامپرون، در اتحاد با شاهزاده بوهموند سوم از آنتیوخ، دشمنی‌های مشترکی را علیه روپن سوم  آغاز کردند که منجر به این شد که لئو جایگاه هتوم در کوهستان را محاصره کند. اما بوهموند سوم، به کمک هتوم شتافته، و خیانتکارانه روپن را به اسارت گرفت.
عدم حضور برادرش به لئو فرصت داد تا مهارت‌های سیاسی اش را به کار گیرد و خود را به عنوان حافظ موقت ولایت روپنی معرفی کند.  آزادی روپن نیاز به پرداخت پول بسیار زیادی بود و همچنین تسلیم آدانا و مامیترا به عنوان دست‌نشانده به انطاکیه رفت. هنگامی که روپن از اسارت بازگشت، او قدرت را به برادرش، لئو (۱۱۸۷) اعطا کرد و خود در صومعه ترافر بازنشسته شد. 